# Estolomimus marmoratus
Estolomimus marmoratus är en skalbaggsart som beskrevs av Stefan von Breuning 1940. Estolomimus marmoratus ingår i släktet Estolomimus och familjen långhorningar. Inga underarter finns listade i Catalogue of Life.